# Temporada 1865-1866 del Liceu
No va ser fins a la temporada 1865-1866 que va arribar el primer Mozart al Liceu, Don Giovanni, que ja s'havia representat al Principal el 1849. Va ser durant cinquanta anys i fins a l'estrena de Le nozze di Figaro, l'únic Mozart conegut.
A Mozart se'l venerava però no se'l feia al Liceu, de fet Don Giovanni no va agradar gaire i no es va tornar a fer fins al 1880. Van sortir caricatures a la premsa de l'època que es veia al Rossini fent la xocolata amb una xocolatera que es deia Mozart, volent dir que Rossini era un imitador d'aquell Mozart que s'estava fent al Liceu. I encara es va triar Don Giovanni perquè dintre les òperes de Mozart era la més romàntica.
També va ser la temporada de L'Africaine, l'òpera pòstuma de Meyerbeer, amb una llarga història al Liceu, que pràcticament ha cessat.
| Temporada 1865-1866 del Liceu |                         |                                                                 |                    | |           |                                                            |
| Òpera                         | Compositor              | Director musical                                                | Director d'escena  | Papers principals | Producció | Dates                                                      |
| Un ballo in maschera          | Giuseppe Verdi          | Clemente Castagneri (novembre; gener) / Augusto Vianesi (abril) |                    | Giuseppe Morini, Cesare Boccolini, Eufrosina Poinsot (novembre; gener), Luisa Kapp-Young (abril), Giuseppina Flory (novembre; gener), Barbara Rossi-Lana (abril), Adelina Luppi (novembre; gener), Bianca Dughersi (abril), Rafael Sánchez, Luigi Contini (18, 19, 22, 25 novembre), Joan Ordinas (26 novembre; gener i abril), Jaume Ballescà (novembre; gener), Paolo Baraldi (abril), Pietro Setragni, Eleuteri Maristany |           | 18, 19, 22, 25, 26 novembre; 1 gener; 12 abril             |
| La favorita                   | Gaetano Donizetti       | Clemente Castagneri (desembre)/Joan Baptista Dalmau (gener)     |                    | Giuseppina Flory, Giuseppe Morini, Cesare Boccolini, Joan Ordinas, Pietro Setragni, Caterina Mas-Porcell |           | 13, 14, 25 desembre; 9 gener                               |
| Rigoletto                     | Giuseppe Verdi          | Augusto Vianesi                                                 |                    | Giuseppe Morini, Cesare Boccolini, Adelina Luppi, Joan Ordinas, Barbarina Rossi-Lana, Josefina Vidal, Paolo Baraldi |           | 18 gener; 12 febrer                                        |
| Il trovatore                  | Giuseppe Verdi          | Joan Baptista Dalmau                                            |                    | Cesare Boccolini, Eufrosina Poinsot (febrer) / Maria Pascal-Damiani (abril), Giuseppina Flory (febrer) / Barbara Rossi-Lana (abril), Giuseppe Villani, Joan Ordinas, Celestina Verdaguer, Ignasi Costa, Rafael Sánchez |           | 9 febrer; 8 d'abril                                        |
| Don Giovanni                  | Wolfgang Amadeus Mozart | Augusto Vianesi                                                 | Josep de Manjarrés | Cesare Boccolini, Joan Ordinas / Paolo Baraldi (4 de març), Emilia Ribault (febrer, març) / Laura Ruggero-Antonioli (abril), Giuseppe Morini, Eufrosina Poinsot (febrer, març), Luisa Kapp-Young (abril), Pietro Vialetti, Paolo Baraldi, Mercedes Ortiz (febrer, març), Maria Pascal-Damiani (abril) |           | 21, 22, 24, 25 febrer; 1, 4, 19 març; 21, 22, 24, 26 abril |
| La Africana                   | Giacomo Meyerbeer       | Augusto Vianesi                                                 |                    | Luisa Kapp-Young, Laura Ruggero, Caterina Mas-Porcell, Giuseppe Morini, Setragni, Cesare Boccolini, Pietro Vialetti, Joan Ordinas, Maristany |           | 3 de maig                                                  |